# A Alegoria da Fé (Vermeer)
A Alegoria da Fé, também conhecida como Alegoria da Fé Católica, é uma Pintura Holandesa da Idade de Ouro de Johannes Vermeer de cerca de 1670-1672. Está no Metropolitan Museum of Art, em Nova York, desde 1931.